# Fernanda Fragateiro
Fernanda Fragateiro (Montijo, 1962) es una artista y escultora portuguesa especializada en arte in-situ.

## Biografía
Nació en 1962 en Montijo, en el distrito de Setúbal de Portugal. De 1978 a 1981 estudió en la Escola Secundária Artística António Arroio, una escuela secundaria especializada en artes aplicadas. De 1981 a 1982 estudió en el Centro de Arte y Comunicación Visual (AR. CO) y de 1983 a 1987 en la Escuela de Bellas Artes de Lisboa, ahora Facultad de Artes de la Universidad de Lisboa.

### Trayectoria artística
Sus proyectos se caracterizan por repensar y probar las prácticas modernistas. Su práctica incluye una arqueología en la historia social, política y estética del modernismo a través de la investigación en curso con materia de archivos, materiales y objetos.
Es conocida por sus esculturas artísticas in-situ e intervenciones arquitectónicas en lugares inesperados, a menudo colaborando con profesionales de la arquitectura y paisajistas. En su carrera ha utilizado la escultura y la instalación como su principal medio de expresión. A veces, sus obras son solo intervenciones sutiles o adiciones a un paisaje existente. Sus esculturas más pequeñas suelen estar hechas de metales encontrados y productos producidos en masa. Se considera a sí misma reinterpretando el minimalismo, que suele implicar alteraciones sutiles en paisajes u objetos existentes.
Entre 1997 y 1999 enseñó ilustración en AR. CO, y entre 1999 y 2000 impartió cursos de posgrado en diseño urbano en el Centro Português de Design, ambos en Lisboa. Colaboró con el Jardim das Ondas (Jardín de las Olas), los Jardins da Água (Jardines del Agua) y los Jardins de Ulisses (Jardines de Ulises), creados para la Exposición Universal de Lisboa de 1998, en lo que hoy es el Parque das Nações. En 2016, durante el Festival de Verano del Museo Calouste Gulbenkian, distribuyó esculturas por los jardines del museo en Lisboa.

## Obra

### Exposiciones

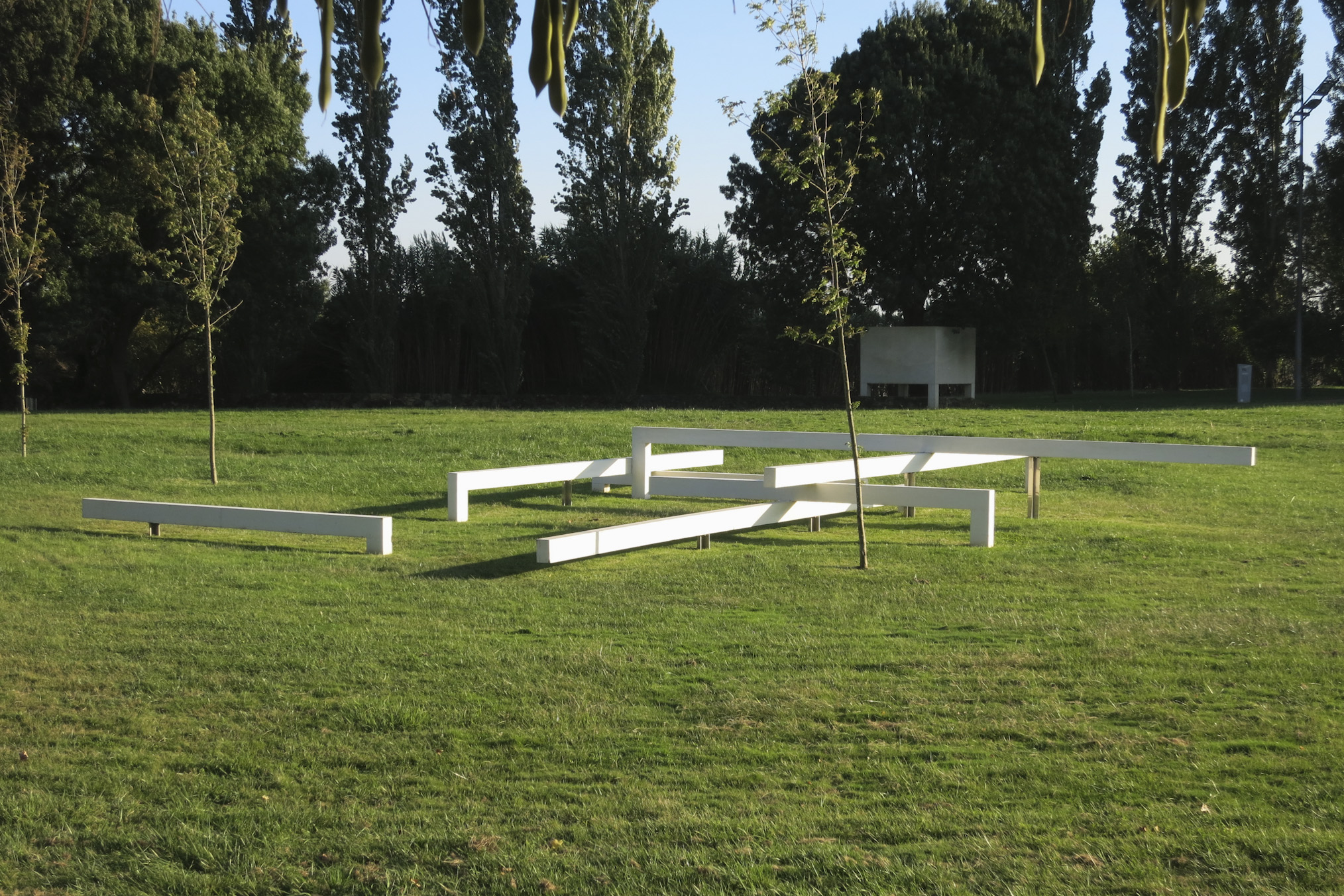
Fernanda Fragateiro Concrete Poem 2012

Ha expuesto su obra en Portugal y en el extranjero. Sus primeras exposiciones fueron en Alemania, Reino Unido o España y participó en la Trienal de Arquitectura de Lisboa (2010) o en la Dublin Contemporary (2011). Sus exposiciones más recientes incluyen las de la Bienal de Arte Contemporáneo de Coimbra (2017), el Museo de Arte, Arquitectura y Tecnología (MAAT) de Lisboa (2017), la Galleria Nazionale d'Arte Moderna de Roma (2017, 2018, 2019), la Eugénio de Fundación Almeida en Évora, Portugal (2015 y 2017), Museo de Arte de Palm Springs en California (2016), Museo Calouste Gulbenkian en Lisboa (2004, 2012, 2016); el CaixaForum Barcelona (2004 y 2016), el Orlando Museum of Art, en Florida (2015), el Carpenter Center for the Visual Arts de la Universidad de Harvard (2015), el Bronx Museum of the Arts de Nueva York (2014), y el Museo Universitario Arte Contemporáneo en la Ciudad de México (2014).

### Colecciones
Su obra está representada en la Colección Ella Fontanals-Cisneros, Miami; el Museo Nacional Centro de Arte Reina Sofía, Madrid; Museo de Arte Contemporáneo Helga de Alvear en Cáceres; la Colecção António Cachola en Elvas, Portugal; la Fundación Claudia Hakim en Bogotá, Colombia; el Museo Extremeño e Iberoamericano de Arte Contemporáneo en Badajoz, España; el Museu de Serralves en Oporto, Portugal; y la Fundación Calouste Gulbenkian en Lisboa.